# NanoFiche
NanoFiche ist eine moderne Archivierungs- und Analogtechnologie, die speziell für den Einsatz im Weltraum entwickelt wurde und eine extrem hohe Speicherkapazität bietet. Sie besteht aus einer Legierung aus Nickel und Gold, die sowohl strahlungsbeständig als auch hochtemperaturtolerant ist, und hält extremen Temperaturen von bis zu 1455 °C (2651 °F) stand. Tests des Los Alamos-Labors haben gezeigt, dass der Degradationsfaktor bei Null liegt, was bedeutet, dass die gespeicherten Informationen während der Lebensdauer des Metalls erhalten bleiben.

## Technologie
Es gibt zwei Verfahren mit unterschiedlichen Auflösungen und Größenmerkmalen:
1. NanoFiche-Verfahren
2. Totenpass-Verfahren

Beide Methoden zur Herstellung von nanobeschrifteten Nickelscheiben oder -platten beginnen mit dem Empfang der Archivdaten im PDF-Format oder in den gängigsten Fotoformaten. Diese werden zunächst über ein Portal übermittelt, dann organisiert und indiziert. Nach der Konvertierung der Dateien und weiteren Vorbereitungen werden die Dokumente auf einem Glaswafer übertragen.
Das Nanofiche-Verfahren nutzt die Modulation eines Laserstrahls in einer spiralförmigen oder konzentrischen Weise unter Verwendung eines polaren Raster-Direkt-Laserätzverfahrens mit einer Auflösung von 300.000 dpi und kann Scheiben bis zu 28 mm beschriften.
Das Totenpass-Verfahren arbeitet mit einer Auflösung von 25.400 dpi und kann Platten bis zu einer Größe von 300 mm beschriften. Auch hier wird ein Laserstrahl verwendet, jedoch kommt zusätzlich ein hochauflösendes digitales Lichtpaneel zum Einsatz, um die ein Mikrometer großen Pixel zu erzeugen.
Nach der Aufzeichnung werden die Platten bearbeitet, um die vom Laser freigelegten Bereiche zu entfernen. Anschließend werden die Platten geimpft, um eine leitfähige Schicht für die Galvanoplastik zu erzeugen, bei der Nickel- und Goldmoleküle unter sehr hohem Strom abgeschieden werden, bis eine dicke Nickelplatte entsteht.
Bei der Galvanoformung wird durch ein Matrixverfahren eine „Vater“-Nickelmatrize aus dem beschrifteten Glaswafer hergestellt. Aus diesem Nickel-„Vater“-Master-Wafer wird dann eine Zwischen-„Mutter“ und schließlich ein endgültiger „Sohn“ erzeugt. Für die Massenproduktion können anstelle von Nickel-„Söhnen“ auch Polymer- und Harzkopien hergestellt werden. Man kann auch digitale Daten (CD oder DVD) und analoge, vom Menschen lesbare Formate auf einer einzigen Scheibe kombinieren.

## Einsatz
NanoFiche ist durch fünf Patente geschützt und wird von verschiedenen Organisationen genutzt. Dazu gehören:
- NanoRosetta für das Archiv der Menschheit[1],
- die The Long Now Foundation für das Rosetta-Projekt zur Speicherung eines Sprachcodecs zur Entschlüsselung aller bekannten Sprachen,
- die Arch Mission Foundation[2] (Arch Lunar Library[3]), die eine 30 Millionen Seiten umfassende Bibliothek (inkl. der kompletten englischsprachigen Wikipedia, Teile der digitalen Bibliothek Project Gutenberg und des Internet Archive, das Sprachenarchiv Rosetta-Projekt und die Panlex-Datenbank[4] und die Arch Mission Private Library, die Millionen Bücher, Dokumente, Tonaufnahmen und Programmcode umfasst) 2024 mit dem gelandeten Raumfahrzeug Odysseus auf den Mond brachte,
- Argentina for a time capsule und
- buddhistische Organisationen zur Archivierung alter Texte.

## Vorteile im Vergleich zu anderen Methoden
- Nickel hat eine viel längere Lebensdauer als z. B. Mikrofilm, da es nicht oxidiert, keine Halbwertszeit hat, elektromagnetischer Strahlung, großer Hitze, extremer Kälte und der Einwirkung von Elementen, Mikroben und vielen Arten von Chemikalien widersteht.
- Eine zukünftige Migration digitaler Daten ist nicht erforderlich, solange ein Mikroskop (Linsen) und Licht (Sonne) verfügbar sind.
- Durch eine Hochgeschwindigkeitsaufzeichnung von analogen Daten können mehr Dokumente in viel kürzerer Zeit erhalten bleiben.
- Durch die hohe Informationsdichte kann wertvoller Speicherplatz eingespart werden.
- Es sind keine hohen Energiekosten für die Speicherung großer Mengen an Informationen erforderlich.